# Jag heter Stelios
Jag heter Stelios är en svensk dramafilm från 1972.
Filmen regisserades av Johan Bergenstråhle som också stod för manus tillsammans med Theodor Kallifatides. Förlaga var Kallifatides roman Utlänningar. Fotografer var Petter Davidson och Walter Hirsch och för musiken stod Bengt Ernryd och Carlo Mognaschi. Filmen klipptes av Lars Hagström. Scenograf var Eva Linnman och för ljudet svarade Ulf Darin och Björn Öberg.
Filmen hade premiär den 4 september 1972 på biografen Cinema i Stockholm. Den har också visats vid flera tillfällen i Sveriges Television. Filmens manus- och arbetstitel var Kocksgatan 48.

## Rollista
- Konstantinos Papageorgiou	- Stelios Kazavas
- Anastasios Margetis - Tomas
- Savas Tzanetakis - Kostas
- Andreas Bellis - Dimitris
- Maria Antipa - Maria
- Despina Tomazani - Despina
- Edith Jansson - husmor
- Mårten Larsson - restaurangkock
- Harriette Lindered - servitris
- Gisela Louhimo - servitris
- Aldo Boccara - servitör
- Karl Heindel - servitör
- Eila Inkilä - kallskänka
- Airi Kaakkunen - kallskänka
- Helena Olofsson - Anita, cigarrettflicka
- Ulla Strömbäck-Larsson - spritkassörska
- Hasan Ulu	- turkisk diskare
- Kjell Albinsson - restaurangchef
- Lise-Lotte Nilsson - Anna, husmors dotter
- Ann Liljegren - skådespelerska
- Axel-Gösta Fält - mannen på caféet
- Elsa Brodin - hyresgäst i trappan
- Berit Söderlindh - Berit Söderlindh, svensklärarinnan
- Penelope J Brownley - Penny Brownley
- Ferenc Szabó - Ferenc Szabó
- Ilona Szabó - Ilona Szabó
- Fausto Suárez - Fausto Suárez

## Priser och utmärkelser
- 1972 - Fédération Int'l de la Presse Cinématographique  (medalj för bästa film)
- 1972 - Festivalpris i Venedig (inofficiellt kritikerpris)
- 1973 - Guldbagge (för bästa regi)
- 1973 - Svensk Filminstitutets kvalitetsbidrag (285 912 svenska kronor)
- 1973 - Festivalpris i Adelaide (juryns specialpris)

### Fotnoter
1. 1 2 3  ”Jag heter Stelios”. Svensk Filmdatabas. http://www.sfi.se/sv/svensk-filmdatabas/Item/?itemid=4893&type=MOVIE&iv=Basic. Läst 24 augusti 2012.